# 普雷里維爾鎮區 (密蘇里州派克縣)
普雷里維爾鎮區（英語：Prairieville Township）是位於美國密蘇里州派克縣的一個行政鎮區。

## 地方資料
普雷里維爾鎮區的面積為96.89平方千米，當中陸地面積為96.57平方千米，而水域面積為0.32平方千米。根據2020年美國人口普查的數據，當地共有人口957人，而人口密度為每平方千米9.88人。